# N
N är den fjortonde bokstaven i det moderna latinska alfabetet.
Då man vill säkerställa att någon uppfattat bokstaven rätt vid bokstavering uttalar man ofta namnet Niklas.

## Betydelser

### Versalt N
- Länsbokstav för Hallands län.
- Kemiskt tecken för grundämnet kväve. Se även periodiska systemet.
- Förkortning för Näringsdepartementet.
- Talet nittio (90) i det romerska talsystemet.
- Förkortning för newton, enheten för kraft i Internationella måttenhetssystemet.
- Nationalitetsbeteckning för motorfordon från Norge.
- Inom bibliotekens klassifikationssystem SAB beteckning för ämnet geografi, se N (SAB).
- En kontakttyp för koaxialkabel, se N-kontakt.
- ℕ betecknar i matematik mängden av de naturliga talen.
- Förkortning för norr.

### Gement n
- Symbol för nano, SI-prefix för faktorn 10–9.
- Grundstorhet som anger substansmängd inom kemi och fysik.
- n betecknar i matematik ett numeriskt tal med okänt eller valfritt talvärde.

## Historia
Till det latinska alfabetet kom bokstaven N från den grekiska bokstaven ny, som i sin tur härstammade från den feniciska bokstaven , "nun". Den föreställde ursprungligen en orm ("nahsh"), men fick sedan namnet "nun", som egentligen betyder "fisk".

## Datateknik
I datorer lagras N samt förkomponerade bokstäver med N som bas och vissa andra varianter av N med följande kodpunkter:
| Unicode | Gemen |                                            | Unicode | Versal |                                              | Används bl.a. i följande språk                                                                |
| ------- | ----- | ------------------------------------------ | ------- | ------ | -------------------------------------------- | --------------------------------------------------------------------------------------------- |
| U+006E  | n     | LATIN SMALL LETTER N                       | U+004E  | N      | LATIN CAPITAL LETTER N                       | de flesta där latinskt alfabet används                                                        |
| U+207F  | ⁿ     | SUPERSCRIPT LATIN SMALL LETTER N           |         |        |                                              |                                                                                               |
| U+0144  | ń     | LATIN SMALL LETTER N WITH ACUTE            | U+0143  | Ń      | LATIN CAPITAL LETTER N WITH ACUTE            | polska, kasjubiska                                                                            |
| U+01F9  | ǹ     | LATIN SMALL LETTER N WITH GRAVE            | U+01F8  | Ǹ      | LATIN CAPITAL LETTER N WITH GRAVE            | pinyin                                                                                        |
| U+0148  | ň     | LATIN SMALL LETTER N WITH CARON            | U+0147  | Ň      | LATIN CAPITAL LETTER N WITH CARON            | tjeckiska, slovakiska                                                                         |
| U+00F1  | ñ     | LATIN SMALL LETTER N WITH TILDE            | U+00D1  | Ñ      | LATIN CAPITAL LETTER N WITH TILDE            | spanska, baskiska, bretonska                                                                  |
| U+1E45  | ṅ     | LATIN SMALL LETTER N WITH DOT ABOVE        | U+1E44  | Ṅ      | LATIN CAPITAL LETTER N WITH DOT ABOVE        |                                                                                               |
| U+0146  | ņ     | LATIN SMALL LETTER N WITH CEDILLA          | U+0145  | Ņ      | LATIN CAPITAL LETTER N WITH CEDILLA          | lettiska, liviska                                                                             |
| U+1E47  | ṇ     | LATIN SMALL LETTER N WITH DOT BELOW        | U+1E46  | Ṇ      | LATIN CAPITAL LETTER N WITH DOT BELOW        |                                                                                               |
| U+1E4B  | ṋ     | LATIN SMALL LETTER N WITH CIRCUMFLEX BELOW | U+1E4A  | Ṋ      | LATIN CAPITAL LETTER N WITH CIRCUMFLEX BELOW |                                                                                               |
| U+1E49  | ṉ     | LATIN SMALL LETTER N WITH LINE BELOW       | U+1E48  | Ṉ      | LATIN CAPITAL LETTER N WITH LINE BELOW       |                                                                                               |
| U+014B  | ŋ     | LATIN SMALL LETTER ENG                     | U+014A  | Ŋ      | LATIN CAPITAL LETTER ENG                     | samiska, mandespråk                                                                           |
| U+2116  | №     | NUMERO SIGN                                |         |        |                                              | alternativt <U+004E, U+00BA> (Nº) eller <U+004E, U+1D52> (Nᵒ); symbol, förkortning för Numero |

I ASCII-baserade kodningar lagras N med värdet 0x4E (hexadecimalt) och n med värdet 0x6E (hexadecimalt).
I EBCDIC-baserade kodningar lagras N med värdet 0xD5 (hexadecimalt) och n med värdet 0x95 (hexadecimalt).
Övriga varianter av N lagras med olika värden beroende på vilken kodning som används, om de alls kan representeras.